# Kappl (Waldsassen)
Kappl ist ein Gemeindeteil der Stadt Waldsassen im oberpfälzischen Landkreis Tirschenreuth.

## Geografie
Die Einöde mit einer zugehörigen Wallfahrtskapelle liegt im südlichen Kohlwald, nahe der Grenze zur Tschechischen Republik. Waldsassen liegt dreieinhalb Kilometer südöstlich von Kappl.

## Geschichte
Das bayerische Urkataster zeigt die damals noch als „Kappel“ bezeichnete Einöde in den 1810er Jahren als stattlichen Vierseithof, der 100 Meter südwestlich der Wallfahrtskirche „Dreifaltigkeit“ liegt. Von den bayerischen Gemeindeedikten bis in die 1970er Jahre hinein hatte Kappl zur Gemeinde Münchenreuth gehört. Durch die Eingemeindung der Gemeinde Münchenreuth im Zuge der bayerischen Gebietsreform kam Kappl am 1. Juli 1972 zur Stadt Waldsassen.
| Jahr          | 001900 | 001925 | 001950 | 001961 | 001970 | 001987 |
| Einwohnerzahl | 8      | 8      | 4      | 6      | 9      | 4      |

## Baudenkmäler
- Liste der Baudenkmäler in Kappl